# Hajdúböszörmény
Hajdúböszörmény je město v severovýchodní části Maďarska v župě Hajdú-Bihar. Je známé jako univerzitní město s výbornou akademickou atmosférou a je domovem jedné z fakult Debrecínské univerzity. Městem neprotéká žádná větší řeka ani se zde nenachází větší vodní plocha.

## Historie
Zdejší ulice jsou postaveny v kruhovém půdorysu pro lepší obranu před případným útokem na město.[zdroj?] Toto uspořádání je patrné již z nejstraších map (např. prvního vojenského mapování z konce 18. století. Tehdy se město připomínalo pod názvem Böszörmény, předpona Hajdú- označující region (město je rovněž jeho neformálním centrem) byla přidána až později.

## Obyvatelstvo
V roce 2020 mělo město zhruba třicet tisíc obyvatel. 85 % z nich se přihlásilo k maďarské národnosti; největší menšinou jsou Romové, kteří se na místním obyvatelstvu podílí 2,2 %.

## Kultura a pamětihodnosti
Dominantní stavbou v centru města je reformovaný kostel. Stojí zde také synagoga a muzeum regionu Hajdúság. Hlavní náměstí je pojmenováno po Štěpánu Bočkajovi, stejně jako místní termální lázně (maďarsky Bocskai Gyógyfürdő).

## Doprava
Západně od města vede dálnice M35. Městem také prochází i železniční trať směrem do Debrecína.

## Partnerská města
- Berehovo, Ukrajina
- Joseni, Rumunsko
- Kraśnik, Polsko
- Salonta, Rumunsko
- Siilinjärvi, Finsko
- Trogir, Chorvatsko